# Brännholmsören
Brännholmsören is soms een Zweeds eiland en soms een schiereiland behorend tot de Lule-archipel. Het eiland ligt in het noorden van de Botnische Golf. Het is een soort waddeneiland; bij hoogwater in de golf stroomt de verbinding met het land over en wordt het schiereiland een eiland. 
Aanvullende info: De Botnische Golf kent nauwelijks verschil tussen de getijden eb en vloed. Schiereiland of eiland is afhankelijk van de hoeveelheid water die de plaatselijke rivieren in zee “lozen”. In de winter is het altijd een eiland; de golf bevriest dan.